# Джош Магенніс
Джош Магенніс (англ. Josh Magennis, нар. 15 серпня 1990, Бангор) — північноірландський футболіст, нападник клубу «Кілмарнок» та національної збірної Північної Ірландії.

## Клубна кар'єра
Магенніс почав кар'єру, виступаючи на батьківщині за молодіжні команди клубів «Браянсбур Рейнджерс», «Лісберн Дістіллері» та «Гленторан». У 2007 році він потрапив у футбольну академію вельського клубу «Кардіфф Сіті», де провів ще два роки. 8 серпня 2009 року в матчі проти «Сканторп Юнайтед» Джош дебютував у Чемпіоншипі. 26 серпня в поєдинку Кубка ліги проти «Брістоль Роверс» він забив свій перший гол за «Кардіфф». У тому ж році на правах оренди Магенніс перейшов у англійський «Грімсбі Таун». 17 жовтня у матчі проти «Рочдейла» він дебютував у Другий англійській лізі.
Влітку 2010 року Джош перейшов у шотландський «Абердин». 14 серпня в матчі проти «Гамільтон Академікал» він дебютував у шотландській Прем'єр-лізі. 19 лютого 2011 року в поєдинку проти «Кілмарнока» Магенніс забив свій перший гол за «Абердин». 
У 2014 році Джош на правах оренди перейшов в «Сент-Міррен». 1 січня 2014 року в матчі проти «Данді Юнайтед» він дебютував за новий клуб. 
Влітку того ж року Магенніс приєднався до «Кілмарнока». 9 серпня в матчі проти «Данді» він дебютував за новий клуб. 16 серпня в поєдинку проти «Росс Каунті» Джош забив свій перший гол за «Кілмарнок». Наразі встиг відіграти за команду з Кілмарнока 54 матчі в національному чемпіонаті.

## Виступи за збірні
2007 року дебютував у складі юнацької збірної Північної Ірландії, взяв участь у 8 іграх на юнацькому рівні, відзначившись одним забитим голом.
Протягом 2009–2012 років залучався до складу молодіжної збірної Північної Ірландії. На молодіжному рівні зіграв у 17 офіційних матчах, забив 4 голи.
26 травня 2010 року дебютував в офіційних іграх у складі національної збірної Північної Ірландії в товариському матчі проти збірної Туреччини (0:2), замінивши на 61 хвилині Рорі Паттерсона. 
8 жовтня 2015 року в відбірковому матчі чемпіонату Європи 2016 року проти збірної Греції Джош забив свій перший гол за національну команду. В підсумку північноірландці виграли ту групу і вперше в своїй історії кваліфікувались на чемпіонат Європи.
Наразі провів у формі головної команди країни 17 матчів, забивши 1 гол.

## Досягнення
- Найкращий бомбардир Кубка Англії: 2024-25